# Družinsko drevo Ptujskih
Družinsko drevo gospodov Ptujskih z osebami, predstavljenimi v Wikipediji, in pomembnimi vmesnimi člani.
Neustrezni, pogosto napačni viri vplivajo na celotno obdobje vseh družinskih vej. Zagotovljeni podatki so navedeni v listinah, datumih rojstva in smrti itd. Vendar so časovna obdobja pogosto negotova in jih je treba obravnavati s pridržki glede na največjo možno verjetnost pogosto različnih virov podatkov. Genealoške podrobnosti, celo uvrstitev članov rodbine, ostajajo nejasne.

## Gospodje Ptujski
Prvi znani predstavnik rodbine je bil Friderik I., Salzburški ministerial (1132–1137), († po 1137); ⚭ () NN (iz Wietinga), sestro Gotfrida Wietinškega. Imela sta naslednje potomce:
A1. Friderik II., dokumentiran 1144 do 1167; († pred 1174); ⚭ () Benedikta (Mahlandska), dokumentirana 1174 vdova
B1. Sin; ⚭ () N.N. (Wildonska)
C1. Henrik Ptujski, prošt v Gospa Sveta in pastor v Brežah na Koroškem (1202–1211), škof Krški (1214–1217), (* ok. 1160; † 7. September 1217)
C2. Friderik III., „mladi“ (lat. puer) (1180–1219), († pred 1222); ⚭ () Matilda N.N., okoli leta 1230 ustanovil Dominikanski samostan na Ptuju, († 29. september 1253)
D1. Henrik, kaplan avstrijskega vojvode (1211–1227), deželni pisar Štajerske (1222–1243), župnik vGratweinu (1239–1243), († po 1243)
D2. Friderik IV., gradiščan na Ptujskem gradu (1245), dokumentirano 1211 do (1260), († (1260)); ⚭ (17. december 1213) Herada Planinska, dokumentirano 1233, († malo pred 1241), hči Ortolfa Planinskega (–) in N.N. (–)
E1. Gerbirga, († po 1250); ⚭ (1244) Henrik Ostrovrško-Planinski, († po 1265)
D3. Hartnid I., odvetnik Gornjega Grada (1243), († 2. september 1251); ⚭ () Matilda Holenburška-Vurberška, († 30. oktober 1265)
E1. Friderik V., zastavni gospod Ptujski (1279),  "mlajši" (1254 in 1260), "starejši" (1267), dokumentirano 1235, (* pred 1235; † 8. maj 1288); ⚭ I: () Zofija Žovneška, dokumentirano 1264, († po 1264), hči Konrada Žovneškega (–1255) in grofice Zofije Pfanberške-Pegavske (–); ⚭ II: (pred 1283) grofica Neža Pfanberška, hči grofa Henrika Pfanberškega (–1282) in grofice Neže Hardeške-Plainske (–po 1298)
F1. [I] Friderik VI., ustanovitelj Vurberške linije (izumrle 1382), gospod  Vurberški (1293–1299/1301),  "mlajši" (1261),  "starejši" (1293), gradiščan na gradu Kamen v Labotski dolini, († 12. julij med 1299 in 1301); ⚭ () Herviga N.N.
G1. Amelrih, maršal Štajerske (1324), dokumentiran 1309 do 1336, († po 1336); ⚭ () Neža Walseejska-Linška, hči Eberharda IV. Walseejski-Linški, deželnega sodnika v Zgornji Avstriji, (–1325) in Marije Kuenrinške (–1320)
H1. Hartnid IV. (Hartel), Vurberški, "starejši" (1363), dokumentiran 1336, (* pred 1336; †† 1382); ⚭ (pred 9. oktober 1350) Elizabeta Ortenburška, hči grofa Majnharda II. Ortenburškega-Koroškega (–1232/1238) in Berlinguerija Turnska (–)
→ Vurberška linija po moški strani izumre –   Stubenberški dedujejo Vurberške, Trdnjave Hekenberg, Majdburg in Kebelj in tudi grad Hompoš, Schwanberg, Lonč in Humberk.
I1. Eberhard, († 1380/1381); ⚭ () N.N., hči Magistra Akusa
I2. Ana, († 1430); ⚭ () grof Oton Stubenberški, glavni dedič, († 4. september 1425), sin grofa Friderika Stubenberškega (–1372) in Elizabete Lihtenštajnske (–)
H2. Matilda, Dediščina plačana v gotovini; ⚭ () (Bertoldom Emerberškim)
H3. Neža, Dediščina plačana v gotovini; ⚭ () Peter Ebersdorfski
H4. Ana, Dediščina plačana v gotovini; ⚭ () Peter Liebenberški
G2. Ana, nuna v Dominikanskem samostanu Radlje ob Dravi
F2. [I] Hartnid III., ustanovitelj Ormoške linije (izumrla 1438), gospod Ormoški (1293–(1316)), dokumentiran 1285 do 1313, († (1316)); ⚭ I: ()  Kunigunda  Lihtenštajnska, († pred 12. julij 1299), hči Otona III. Lihtenštajnskega-Muravskega (–1311) in Neže Wildonske (–); ⚭ II: (pred 1239) Hedvika Tauferska († po 1298), (⚭ I: () N.N. Leschan), hči Ulrika II. Tauferskega (–1293) in grofice Eufemije Vovburške (–1312/1316)
G1. Herdegen I., maršal Štajerske (1325), deželni glavar Kranjske (1335),  vojvoda Albreht podeli Herdegenu vas Lapriach (19. junij 1341), dokumentiran 1311 do 1352, (* pred 1311; † ok. 1352); ⚭ (20. avgust 1319) Klara Gorišks, hči grofa Alberta III. (II.) Goriškega-Lienškega (–1325/1327) in Elizabete „mlajše“ Hesenske (1284–1308)
H1. Herdegen II., dokumentiran 1342, († pred 1362)
H2. Hartnid V., gospod Ormoški, maršal Štajerske (1365), „mlajši“ (1363), dokumentiran 1354, († 1385); ⚭ () Wilburga Rauhensteinska, urkundlich 1387, († po 1387)
I1. Ana, dokumentirana 1378, († pred 1381); ⚭ I: (pred 25. marec 1370) grof Friderik Stubenberški, glavni miznik (schenk) Kranjske, († 1371), (⚭ I: () Elizabeta Lihtenštajnska; ⚭ II: () N.N. Carrara), sin  Wülfinga Stubenberškega (–) in Ofmej Meissauske (–); ⚭ II: (pred 1375) Albreht  Pottendorfski, gospod 1/2 Ebenfurtha, dokumentiran 1360 do 1394, († po 1394), (⚭ II: (pred 24. maj 1389) Marija Majdburška-Hardeška, dokumentirana 1389 do 1394), hči Burharda XIII. Magdeburškega (1359) kot grof Burhard III. Hardeški in Retski, gospod v Kaja (1376), kancler cesarja Karla IV., (okoli 1330/1335–1388) in Juta Anhaltska-Zerbstska (–1381), sin viteza Konrada Pottendorfskega (–po 1350) in Katarina Polheimske (–)
I2. Bernhard, gospod Ormoški in Vurneški, gospod Enzesfeldski, Weinburški, Gleichenberški in Majdenburški (1400), maršal Štajerske (1397/ok. 1410), dokumentiran 1386, (* pred 1386; † 1420); ⚭ (po 1399) Willibirga (Wilburga) Majdburška-Hardeška, dokumentirana 1392, († po 1399), hči Burharda XIII. Magdeburškega (1359) kot grof Burhard III. Hardeški in Retski, gospod na Kaja (1376), kancler cesarja Karla IV., (ok.1330/1335–1388) in Jute Anhaltske-Zerbstske (–1381)
J1. Friedrik X., maršal Štajerske (1425), dokumentiran 1421, (†† 6. januar 1438; ▭ v Dominikanski samostan Ptuj); ⚭ I: (21. januar 1428) Katarina Frankopanska, dokumentirana 1416, († po 1428), hči Štefan I. Frankopanski (–1388) in Katarina Carrara (–); ⚭ II: () Beatrix Helfenstein, dokumentirana 1438 do 1467, († po 1467), (⚭ II: () grof Rudolf VII. (VI.) Montfortski-Rothenfelški, († (7. december 1445/25. februar 1446)), sin Viljema V. Montfortskega-Tettnanškega (–1439) in Kunigunde  Werdenberške-Heiligenberške-Bludenz (–1438/1443)), hči grofa Friedrika I. Helfensteinskega-Wiesensteiga (–1438) in Neže Weinsberške (pred 1400–po 1474)
→ Ormoška linija in rodbina Ptujskih izumre – Grofje Schaunberški dedujejo Ormož, Ankenstein, Rožek in Wartbert, dazu das Marschallamt verbunden mit Frauheim und Kleinsölk.
J2. Neža, († 1451); ⚭ I: (1422) grof Janez  Majnhard VII. Goriški (* 1378/1380; † pred 22. maj 1430), Sin Majnhard  VI. (VII.) Goriški (–1385) in Utelhilda  Matsch (–); ⚭ II: (1432) Leutold Stubenberški († pred 1469)
J3. Ana, († pred 29. marec 1465; ▭ in Pupping); ⚭ (ok. 1428) grof Janez  I. (II.) Schaunberški, glavni dedič, (* (1396); † 16. november 1453; ▭ in Pupping), sin grofa Ulrika II.  Schaunberškega ((1382)–1398) in  Elizabeta Abensberška (–)
J4. Magdalena, ; ⚭ (pred 20. januar 1430) grof Janez  III. Abensberški, Odpoved dediščini za denarno nadomestilo, (* (1389); † 1474), sin grof Jobst  Abensberški (1372–1428) in grofica Neža Schaunberška (ok. 1374–1412)
I3. Friderik IX., († 1412)
H3. Bernard, dokumentiran 1362, († po 1362)
H4. Friderik VIII., dokumentiran 1362, († po 1362)
H5. Katarina; ⚭ I: () Jurij Devinski, glavar Goriške grofije (1336); ⚭ II: (pred 9. oktober 1350) Hartnid Weisseneški (Weißeneck), dokumentiran 1352, († po 1352)
H6. Flormej; ⚭ I: () Henrik Maissauski, dokumentiran 1347 do 1356, († (25. december 1360)), sin Ulrika I. Maissauskega (–) in  Neže (Ane) Schaunberške(–); ⚭ II: () Eberhard VII. (V.) Walseejski iz Gornjega-Walseeja, (* pred 1304; † 21. april 1371), sin  Henrika III. Walseejskega (–1367) in  Barbare Klingenberške (–)
H7. Elizabeta; ⚭ (pred 18. oktober 1362) Janž II. Walseejski-Drosendorfski, dokumentiran 1360, († 15./21. junij 1370), sin Henrik III. Walseejski (–1367) in Barbara Klingenberška (–)
H8. Ana, dokumentirana1360 do 1377, († po 1377); ⚭ () Janez I. Lichtenštajnski-Murauski, († pred 19. maj 1395), sin Rudolfa I.  Liechtensteinskega (–1337/1346) in Elizabete (Walseejske) (–)
G2. Friderik VII., maršal Štajerske (1335–1362), dokumentiran 1293, (* pred 1293; † po 10. marcu 1362); ⚭ () Mehtilda Walseejska
G3. Diemut, († po 1309); ⚭ () Konrad Aufensteinski
G4. Herburga, dokumentirana 1331 do 1343, († po 1343); ⚭ ((1320)) Albero VI. Kuenrinški iz Seefelda, gradiščan Windeški, dokumentiran 1284, († (24. junij 1342/februar 1343)), (⚭ I: () Neža Capelenska, († 1318)), sin Henrika II. Kuenrinškega (–1293) in Kunigunde (iz Dobre) (–(1303))
E2. Hartnid II., dokumentiran 1253 do 1287, (* pred 1253; † po 1287)
E3. Alheida; ⚭ (pred 1239) Ulrik Planinski, († 1241)
E4. (nezakonski z N.N.) Friderik, dokumentiran 1273 do 1283, († po 1283)
C3. Oton I., ustanovitelj Kunšperške linije, gospod Kunšperški (1178–1221), († po 1221); ⚭ () N.N.; potomce lahko najdedete tukaj: Družinsko drevo Kunšperških
C4. Arnold, kaplan v Salzburgu (1201), župnik na Remšniku (1208), († po 1208)
B2. hčerka; ⚭ (ok.1175) Lantfrid Eppensteinski (⚔ (1190), 3. križarski vojni)
A2. Henrik, dokumentiran 1140